# Insurrections antifrançaises en Italie
Les insurrections antifrançaises en Italie sont des révoltes qui éclatent, entre 1796 et 1814, pendant la période où une partie de la péninsule italienne se trouve sous domination française. Elles ont lieu dans les territoires occupés par les armées de la France révolutionnaire, dont cette dernière a fait des républiques sœurs, avec l'aide des sympathisants et des Jacobins du cru. Elles débutent avec la première campagne d'Italie conduite par Napoléon Bonaparte et prennent fin en 1814 avec son abdication.

## Contexte historique

L'Italie en 1796.

### 1796-1799
Depuis le début de la Révolution française, un courant de sympathie vis-à-vis des idées révolutionnaires s'était développé chez certains Italiens. Entre 1791 et 1793, plusieurs soulèvements « jacobins » avaient ainsi eu lieu, comme à Dronero (Piémont), à Odogna (Abruzzes) et à Rionero (Basilicate). Les loges maçonniques de Turin et de Naples, en correspondance avec celle de Marseille, étaient au premier rang de cette activité subversive. De nombreux Jacobins italiens, persécutés dans leur pays, avaient trouvé refuge en France où ils s'étaient regroupés autour  de Filippo Buonarroti.
Mais les révolutionnaires français restaient alors sceptiques quant à l'orthodoxie et aux capacités révolutionnaires réelles de la péninsule et certains pensaient même qu'une république italienne unifiée pouvait représenter une rivale pour la France.
Pendant les années 1796-1799, connues en Italie sous le nom de « triennio giacobino» ou  « triennio francese», la péninsule est envahie, puis conquise, par l'Armée d'Italie conduite par le général Bonaparte.
Le 10 avril 1796, les troupes françaises occupent les territoires sous domination autrichienne (le duché de Milan et celui de Mantoue), les territoires du duché de Modène et de Reggio, et, enfin, ceux faisant partie des états Pontificaux (Ferrare, Bologne et la Romagne). La république de Venise (12 mai 1797) et la république de Gênes (14 juin 1797) disparaissent. Rome est occupée le 10 février 1798 ; le Pape est déchu de son pouvoir temporel et la République est proclamée. Seuls restent indépendants le royaume de Sardaigne, la principauté de Bénévent et le royaume de Sicile.
Avec l'arrivée de l'Armée d'Italie, le jacobinisme bénéficie d'un élan considérable et se répand dans toute la péninsule. Ses représentants sont invités à participer à l'administration des nouvelles républiques, immédiatement surnommées « Républiques jacobines ». Mais les opérations militaires et le maintien de l'ordre restent du ressort des armées occupantes et jamais les autorités françaises n'accepteront d'armer les « patriotes » italiens. Ces derniers, convaincus que les armées révolutionnaires ne sont pas là pour « faire la guerre aux peuples, mais aux tyrans », doivent vite déchanter devant l'installation d'une véritable armée d'occupation.
Napoléon révolutionne la structure politique de la péninsule : les anciennes monarchies sont, pour la plupart, balayées et remplacées par des républiques sœurs, prenant modèle sur les institutions de la France révolutionnaire. Le Piémont et la Toscane sont annexés à la France. Le nord de la péninsule est divisé en République cispadane, suivie par les Républiques cisalpine, ligurienne, romaine, napolitaine et lucquoise.
Cependant, suivant le principe édicté par la Convention le 15 décembre 1792, les peuples « libérés » par les armées révolutionnaires sont tenus de contribuer à leur entretien. L'application de cette règle, qui remonte à l'ancienne maxime romaine (« bellum seipsum alet » : « la guerre se nourrit d'elle-même ») attribuée à Caton le Censeur, mécontente une partie de la population, générant des mouvements de révolte. Ceux-ci sont alimentés par l'attitude des troupes françaises, qui s'en prennent aux biens de l'Église et se comportent en occupants plus qu'en libérateurs.
En 1799, la chute de ce réseau républicain, provoquée par l'offensive de la deuxième coalition, déclenche une série de révoltes antifrançaises. Les Jacobins du cru ne sont pas épargnés par cette violente contre-révolution. Abandonnés par l'occupant, ils regrettent que le Directoire ait « traité les patriotes italiens et les populations italiennes en ennemis plutôt que comme des alliés fidèles [...] entravé le recrutement d’armées « nationales » dans les républiques-sœurs, [...] empêché toute possibilité de défense militaire autonome ».

« Si les Français eussent permis à la République cisalpine d’organiser des forces régulières ; s’ils eussent accordé la même faculté à la République romaine, ils eussent pu résister plus longtemps, en Italie, aux efforts des Austro-Russes. S’ils n’eussent pas empêché l’organisation des forces napolitaines, ces forces eussent assuré la victoire au parti républicain. Mais la résolution que prit le Directoire de défendre la République cisalpine, la romaine et la napolitaine, avec ses seules forces, et de se défier également de ses amis et de ses ennemis, était le système d’un gouvernement qui voulait augmenter le nombre de ses sujets, sans savoir augmenter ses forces.
- Francesco Lomonaco, Rapporto al citadino Carnot. »

Les rébellions de 1799 sont matées lors du retour des Français en Italie, après la victoire de Marengo (14 juin 1800). La refonte institutionnelle et territoriale se poursuit alors de manière autoritaire, souvent violente, sans tirer les leçons de l'épisode précédent : la deuxième République cisalpine devient République italienne en 1802. Dans le cadre des projets dynastiques de Napoléon, cette dernière devient royaume d’Italie en 1805, tandis que le royaume de Naples est confié à Joseph Bonaparte (1806), puis à Joachim Murat (1808). Le duché de Toscane (devenu royaume d’Étrurie en 1801) est confié à Louis de Bourbon, réuni à la France (1807) et confié à Élisa Bonaparte (1809). Le Piémont est annexé à la France (septembre 1802), tout comme la Ligurie (juin 1805) et ce qui reste des États de l’Église (mai 1809).
Ces bouleversements continuels sont accompagnés d'une pression fiscale irraisonnée, de levées de troupes très impopulaires, de manifestations délibérées d'impiété, de pillages et des excès habituels de la troupe. Les princes, depuis leur exil en Sardaigne ou en Sicile, et la papauté, prennent appui sur l'impopularité des occupants pour favoriser de nouveaux mouvements insurrectionnels, qui accompagneront la décennie, avec leur cycle d'atrocités et de répression aveugle, jusqu'à la fin de l'Empire et le retour à l'ordre antérieur.

### 1799-1800

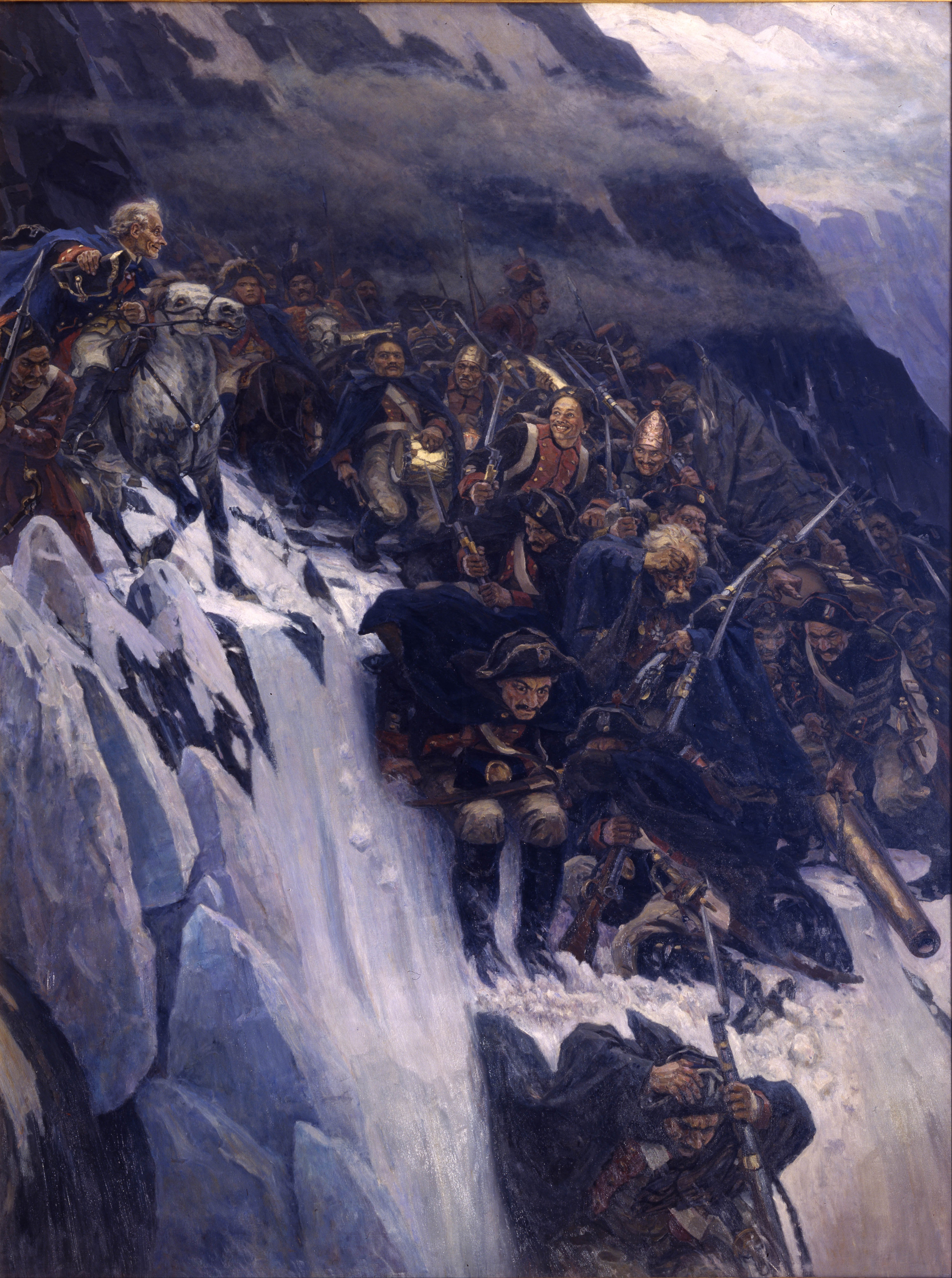
Les troupes russes sous les ordres du généralissime Alexsandre Souvorov traversant les Alpes en 1799.

En 1799, le Royaume-Uni, l'Autriche, la Russie et la Turquie forment une nouvelle coalition contre la France. Profitant de l'absence de Napoléon Bonaparte bloqué en Égypte, ils lancent une offensive sur les nouvelles possessions italiennes de la France. Les mouvements populaires insurrectionnels, fort de ce soutien inespéré, reprennent alors de la vigueur. Le sort des armes, d'abord défavorable aux Français, s'inverse avec le retour de Napoléon.
La République cisalpine, dissoute après la défaite du général Moreau à Cassano d'Adda (avril 1799), est restaurée après Marengo (14 juin 1800), diminuée de la région de Pesaro (restée au pape), mais augmentée de celle de Novarre, détachée du Piémont. Le traité de Lunéville (9 février 1801) fixe sa frontière orientale sur l'Adige, avec la totalité de la ville de Vérone.

### 1802-1805
Le 26 janvier 1802, les députés de la République cisalpine, réunis à Lyon, proclament la transformation de celle-ci en République italienne, avec pour président Napoléon Bonaparte, Premier consul de la République française.

### 1805-1814

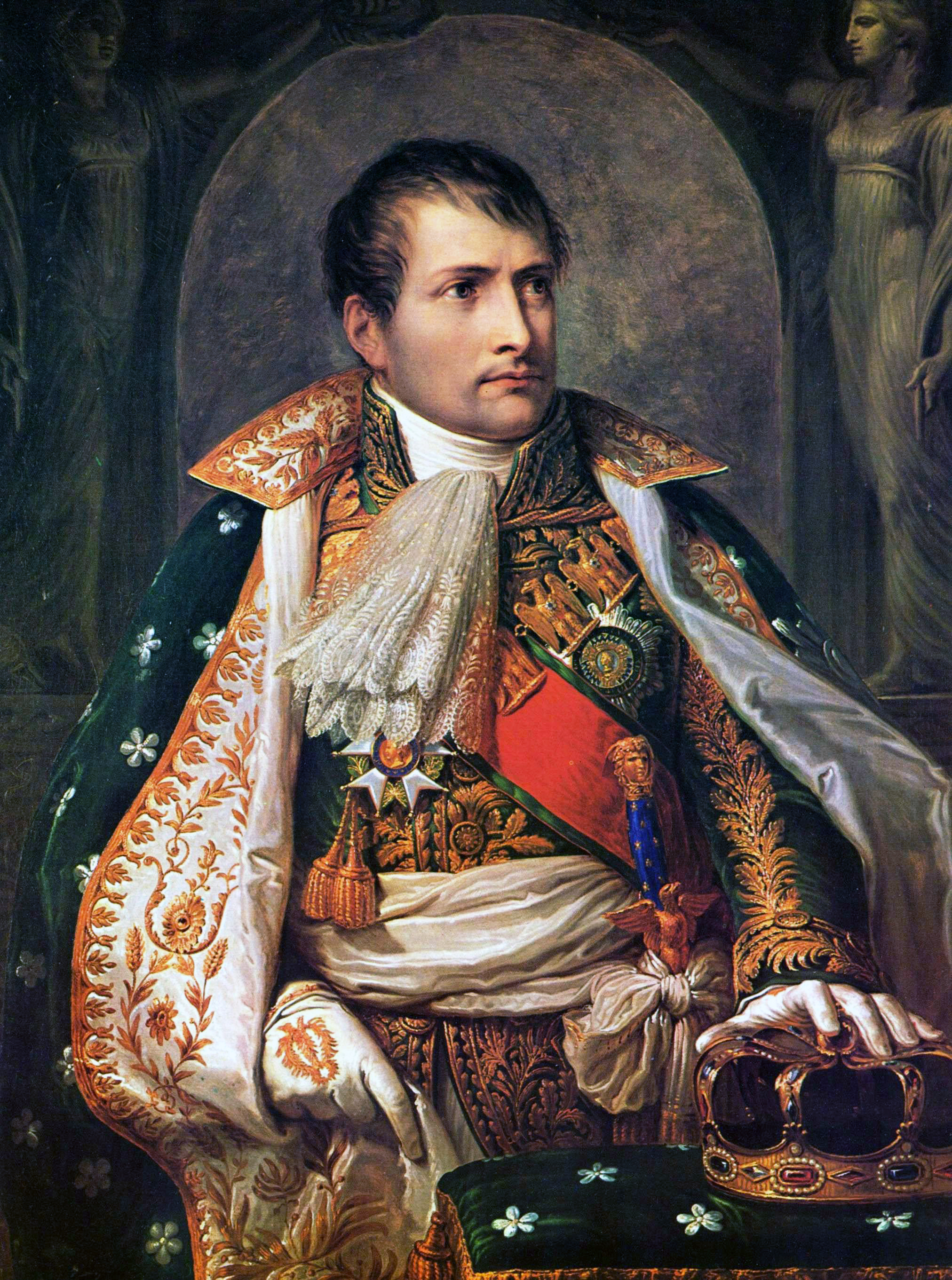
Napoleon Bonaparte par Andrea Appiani. Il se proclame empereur des Français en 1804, et il est couronné roi d'Italie en 1805.

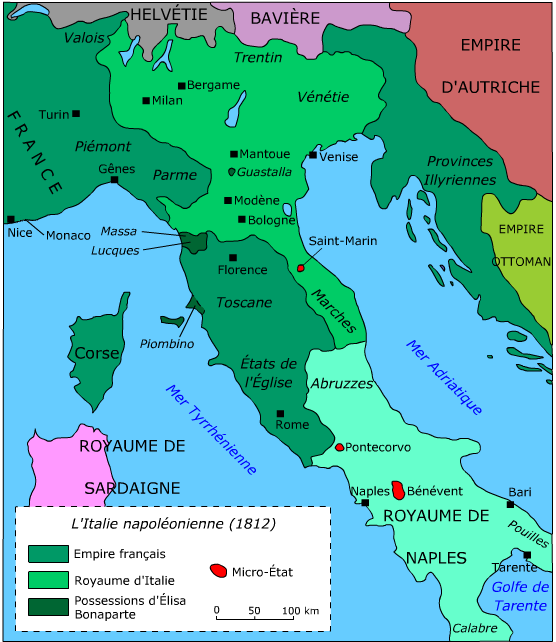
L'Italie napoléonienne en 1812.

Dans le cadre de ses ambitions dynastiques, Napoléon Ier transforme la République italienne en royaume d'Italie. Il se nomme roi d'Italie le 17 mars 1805. Eugène de Beauharnais est nommé vice-roi.
Une organisation en départements, districts et communes couvre l’ensemble du territoire et les barrières douanières intérieures sont abolies. Les poids, monnaies et mesures sont unifiés, le réseau routier est amélioré. Les codes napoléoniens sont introduits et l'instruction publique est réorganisée.
En 1812, après la retraite de Russie, les Autrichiens avancent jusqu'aux portes de la Lombardie. Arrêtés par Eugène sur le Mincio (8 février 1814), ils acceptent une ligne de cessez-le-feu au-delà de Peschiera et Mantoue qui restent italiennes. Le 20 avril, la noblesse milanaise  nomme un comité de régence rebelle à Eugène, qui se soumet, le 23 avril, en signant la capitulation de Mantoue.
Pendant les Cent-Jours, depuis Naples, Murat, qui a trahi Eugène de Beauharnais et Napoléon en s'alliant avec les Autrichiens, se porte sur Rimini où il se déclare le défenseur de la liberté italienne (30 mars). Le 2 mai il est battu là Tolentino. Le 19 mai 1814, il doit quitter l'Italie.

## Le «triennio francese» (1796-1798)

### Lombardie
La Lombardiie de 1796 (duché de Milan) était plus petite que la région actuelle. N'en faisaient pas partie les provinces de Bergame et de Brescia et la ville de Crema (qui appartenaient à la république de Venise) ; la Valtelline était sous la copup des Grisons (protestants) ; la Lomellina e l'Oltrepò pavese appartenaient au royaume de Sardaigne).

#### 1796
Napoléon Bonaparte fait son entrée à Milan le 15 mai 1796. Dès son arrivée, il fait connaître à la population les besoins de son armée en termes de subsistance (80 000 rations).
S'y ajoute une contribution financière, l'équivalent de 25 millions de lires milanaises,. Les Français vident les caisses de l'État, les fonds municipaux et ceux des institutions caritatives et religieuses, y compris le Mont de piété (qui, ruiné, ne rouvrira qu'en 1804).
Des œuvres d'art sont dérobées pour être expédiées en France : à la pinacothèque Ambrosienne, les Français volent les cartons de l' École d'Athènes de Raphaël, un dessin de Léonard de Vinci, des tableaux de Bernardino Luini, de Rubens, de Giorgione et de Mattia Preti, ainsi que trois précieux manuscrits.
Dans l'église de Santa Maria delle Grazie, ils dérobent le Couronnement d'épines, de Titien , et le Saint-Paul de Gaudenzio Ferrari.
Les Français répriment rapidement les mouvements de colère que ces abus suscitent chez les Milanais, mais le soulèvement se propage rapidement aux villes et aux campagnes avoisinantes : le 23 mai 1796, Pavie, Côme, Varèse et leurs environs se soulèvent. Toutes les provinces de Lombardie, à l'exception de Crémone, se dressent contre l'occupant français. Les 24 et 25 mai, les troubles gagnent les campagnes autour de Pavie et celles qui entourent Lodi.
À Binasco les paysans occupent le bourg et en chassent la garnison française. Ce sera le village le plus durement touché par la répression. Les 24 et 25 mai, le général Lannes, commandant d'un escadron de dragons à cheval (environ 160 hommes) et 3 compagnies de grenadiers (environ 420 fantassins), met à feu et à sang les fermes des environs, s'empare des animaux, des provisions et des fourrages et met le feu au village, dont un tiers part en fumée. Il laisse ses troupes saccager les églises, violer les femmes et massacrer la population, faisant une centaine de victimes, tandis que les Français déplorent la mort d'un dragon. Les Français occupent ensuite Pavie, après en avoir abattu les murs à coup de canon. La ville est pillée les 25 et 26 mai.

#### 1797
En mars, la République est proclamée à Bergame et à Brescia. Les révolutionnaires déclarent la fin de la domination vénitienne (elle remontait, à Bergame, à 1428) et se lancent dans une campagne de destruction contre les symboles du passé : les statues, les monuments, les colonnes sont renversés. De nombreux villages se révoltent. Le soulèvement touche les vallées autour de Brescia, les villages de Lonato, Castenedolo, la Val Trompia, les 34 communes de la Riviera de Salò. Les contingents Jacobins, venus de Brescia et de Bergame pour mater le soulèvement, sot repoussés et doivent demander main-forte aux Français. Le 20 mai, la ville de Salò est contrainte de se rendre.
En juin, des émeutes touchent la Brianza (Seregno, Busto Arsizio).

#### 1798
.À la fin du XVIIIe siècle, la Valteline est tenue par des familles protestantes des Grisons, notamment la famille Salis. Le mécontentement de la population qui a des raisons de se plaindre des familles patriciennes, s'exprime, depuis 1794, au cri de "vive la liberté et vivent les Français". À l'arrivée de Napoléon un cercle jacobin s'est formé à Sondrio, en lien avec celui de Brescia. Les activités de Jacobins inquiètent les Grisons, au point qu'ils envoient  dans la vallée 9 000 hommes de troupe. Les habitants de la Valteline parviennent à les repousser sans avoir à prendre les armes. Le Conseil de la Vallée demande alors protection à Napoléon. Celui-ci suggère qu'il achète sa liberté et se joigne, sur un pied d'égalité, aux autres composantes des Grisons. L'hypothèse ayant été rejetée par les Grisons, le 4 juillet 1797 , les Jacobins élèvent un arbre de la liberté à Chiavenna et y mettent sur pied un gouvernement provisoire. La population ameutée, avec le soutien du bas-clergé, destitue les autorités relevant des Grisons et les remplace par ses propres représentants. La statue du gouverneur, Pierre de Salis, est démolie, tandis que sont martelés les armoiries des familles patriciennes et les symboles de la domination protestante.
Enfin, le 10 octobre 1797, par décret de Napoléon, la Valtelline est séparée des Grisons et annexée à la République cisalpine.
Une certaine opposition à l'annexion se manifeste alors dans le val de San Giacomo et à Villa di Chiavenna, tous deux situés sur la frontière des Grisons, avec lesquels ces localités entretiennent des liens commerciaux étroits.
En 1798 , la Valtelline est secouée par un grand mouvement contre-révolutionnaire. Des émeutes ont lieu à Teglio et à Grosio. À Cepina, les insurgés arrêtent Galeano Lechi, noble brescian et néanmoins Jacobin. L'année suivante, c'est la partie inférieure de la Vallée qui se soulève et, pour la deuxième fois, Teglio. À Delebio, un prêtre pro-Jacobin, Andrea Parravicini, est fusillé par les contre-révolutionnaires.
Entre 1797 et 1798, des soulèvements ont lieu dans la province de Mantoue, ainsi que dans le canton du Tessin, qui a rejoint la République helvétique, après que cette dernière a remplacé la Confédération suisse.

### Vénétie

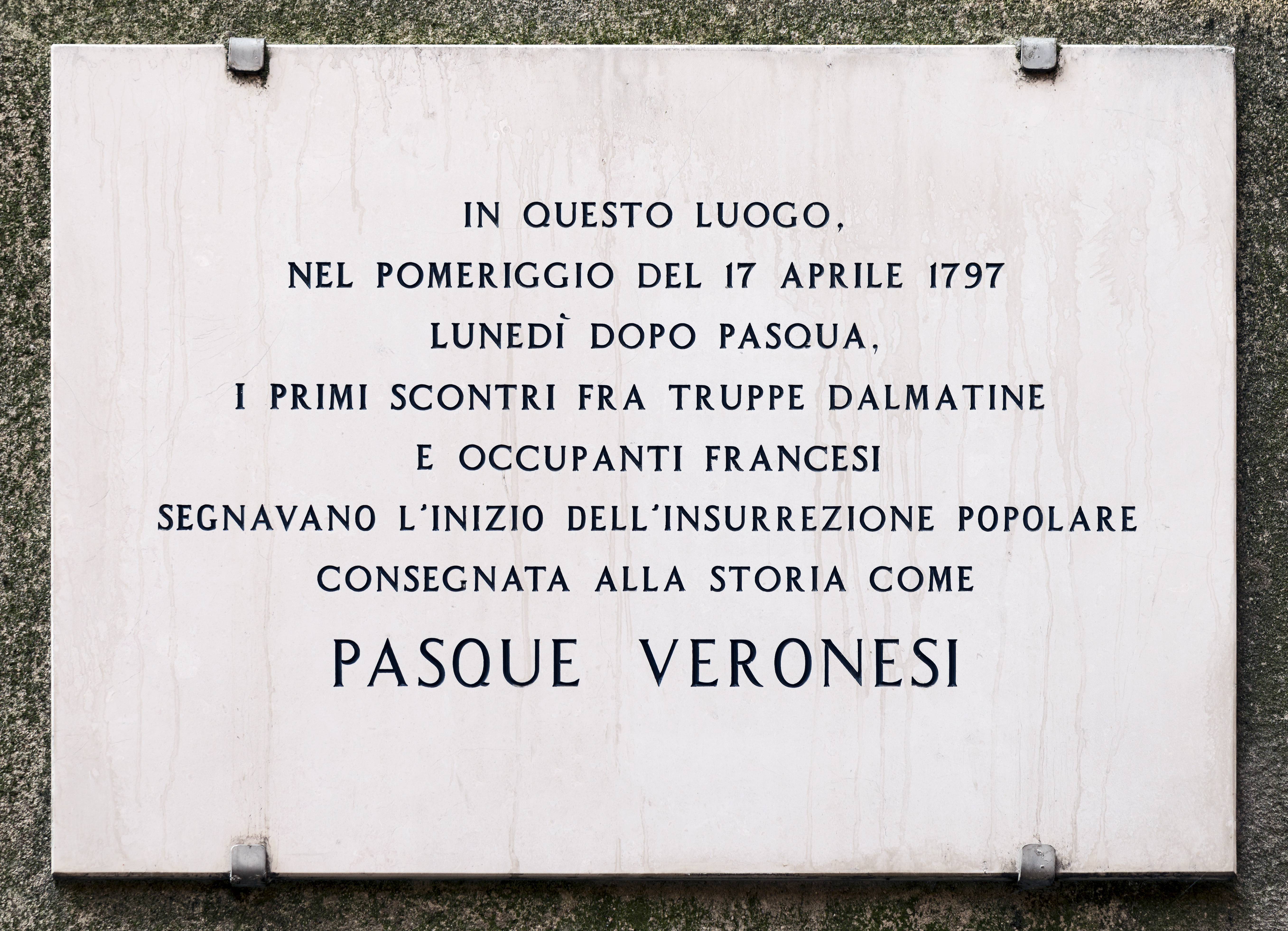
Plaque commémorative des Pâques véronaises, apposées à l'endroit d'où est partie la révolte.

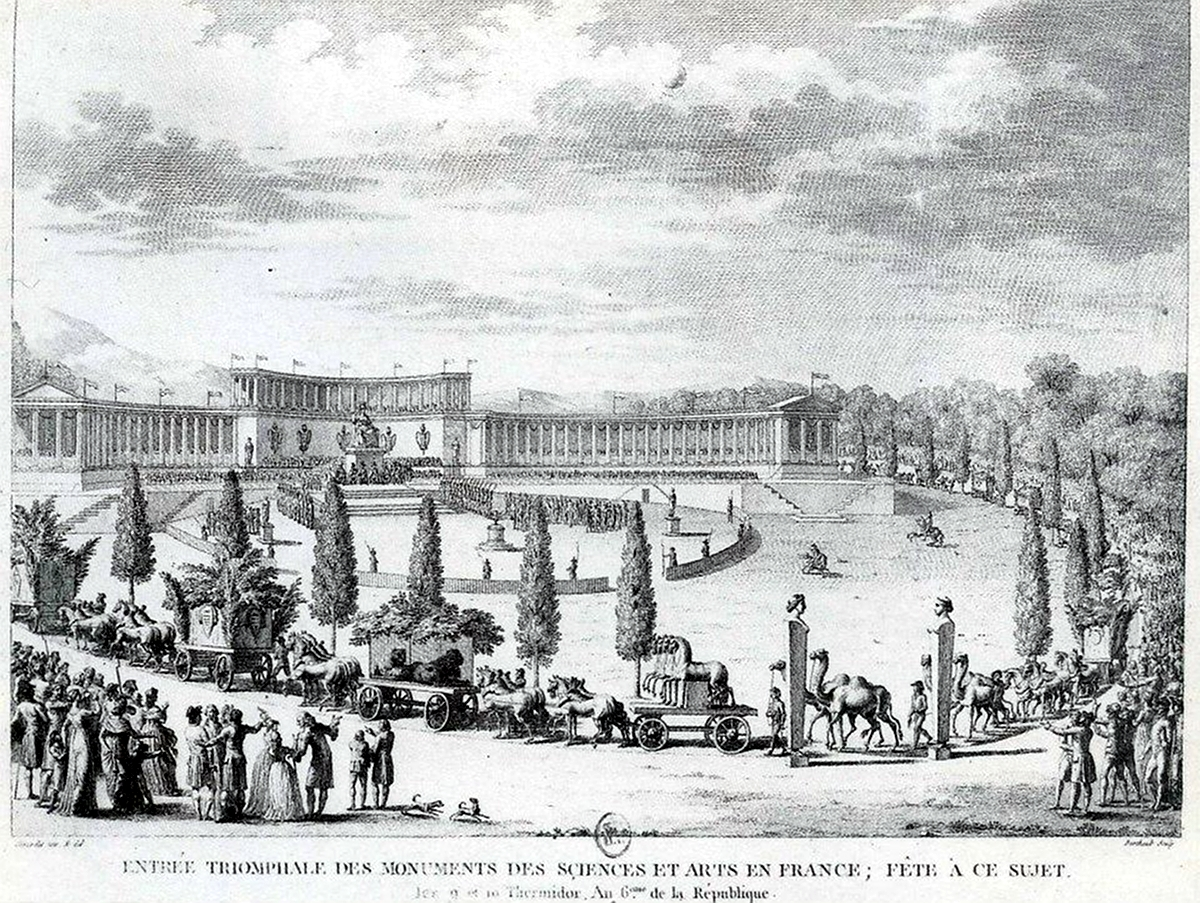
L'entrée à Paris du convoi transportant les œuvres d'art pillées par Napoléon. Au centre, les quatre chevaux de Saint Marc.

Après la Lombardie, conquise au printemps de 1796, la république de Venise était le second objectif de Napoléon dans son mouvement en direction de l'Autriche. Les événements s'accélèrent entre 1796 et 1797, avec, comme point culminant, la semaine du 17 au 25 avril 1797.
Le 30 mai 1796 , les Français battent les Autrichiens à Borghetto et franchissent le Mincio, pour entrer sur le territoire de Vérone. Arrivés à Vérone, ils en chassent les Vénitiens et s'y installent (1er juin), sans tenir compte — malgré les instructions reçues du Directoire — de la déclaration de neutralité de la république de Venise. Les rapports entre la population et l'occupant français sont d'emblée exécrables. L'avance des armées révolutionnaires se poursuit en juillet et en août. Le 8 septembre, Napoléon remporte la bataille de Bassano. À la fin de l'année 1796, toute la partie occidentale de la Vénétie est occupée par les français. La ligne défensive des autrichiens commence au nord de Vicence et s'étend jusqu'au Cadore et au Frioul.
Les affrontements entre Français et Autrichiens se poursuivent dans les premiers mois de 1797. La population, inquiète de l'inertie manifestée par Venise, qui a accepté le passage des troupes françaises sur son territoire, prend les armes et s'organise en milices populaires. Parmi les soulèvements qui ont été enregistrés, celui de Vérone est passé à l'Histoire sous le nom de Pâques véronaises, tant pour son importance que pour ses conséquences dommageables sur le destin de la république de Venise.
Les troubles éclatent à Vérone, le lundi de Pâques 1797 (17 avril 1797), le jour-même où Napoléon signe le traité de Leoben par lequel l'Autriche cède la Lombardie à la France en échange des territoires de la république de Venise. Les insurgés s'emparent de la ville. La population est au premier rang, parfois appuyée par des troupes vénitiennes et par des soldats autrichiens que la foule a libérés en attaquant les prisons de la ville. Une centaine de soldats français résidant en ville sont massacrés. L'armée française, qui tient les forts surplombant Vérone, tire sur la foule à coup de canons. Le 20, la foule donne l'assaut au Castel Vecchio, où les Français se sont retranchés.
Le 21, les renforts appelés à la rescousse arrivent, et la ville est encerclée par 15 000 soldats. Le 22, les insurgés commencent à manquer de munitions et de vivres. Le 23, les autorités municipales sont réunies et, le 24, les Véronais  décident de parlementer avec les Français.
Le matin du 25 avril, la ville se rend et une nouvelle municipalité est désignée à laquelle les autorités occupantes demandent de procéder à la « démocratisation ». La ville est obligée de payer une contribution de 120 000 ducats et de remettre aux occupants les fonds du mont de piété, l'argenterie des églises et autres lieux de culte. La ville doit en outre consigné aux Français tous ses chevaux et 40 000 paires de chaussures et une liste d’œuvres d'art, sans compter les extorsions et les vols commis indépendamment par la soldatesque. De nombreuses œuvres d'art sont volées, dont des tableaux de Véronèse et du Titien. Le butin, expédié en France, est exhibé en procession dans les rues de Paris entre le 27 et le 28 juillet 1798, avant d'être déposé au musée du Louvre.
Le bilan de la révolte est très lourd : les émeutes et la canonnade, qui a duré huit jours, ont fait au moins 2 056 morts. Toute la garnison vénitienne est déportée en France pour y rejoindre des camps de prisonniers. Redevenus maîtres de la cité, les Jacobins interdisent les processions religieuses et les funérailles, font exécuter trois civils et un moine capucin, et font abattre tous les symboles de Venise, dont les lions de Saint Marc et le monument à la république, qui s'élevait piazza Bra. Napoléon utilise en outre la révolte comme prétexte pour s'en prendre directement à la république de Venise.

### Les États pontificaux

#### Les légations de Ferrare et de Ravenne
Les Français entrent à Ferrare e 23 juin 1796. En dépit de leurs promesses de respect vis-à-vis de la religion, ils commencent à piller les églises, déclenchant la colère de la population. À Lugo, les Jacobins déclenchent une émeute en tentant d'emporter le buste de Sant'Ellero (saint Hilaire). La population chasse les Français et résiste pendant cinq jours, les armes à la main, tandis qu'ils tentent de reprendre la ville.
L'Autriche et la Russie ayant formé la Deuxième coalition, Paris, alarmé, rappelle ses armées en France. Dans les Légations, les troupes Françaises quittent les principales agglomérations. Dès leur départ, les forces réactionnaires tentent de rétablir la situation antérieure. À Ravenne, le 12 juillet 1796, le légat du pape Dugnani, fait une entrée triomphale.

#### La légation de Bologne
À Bologne et dans ses environs, les Français suscitent la colère en interdisant des processions religieuses. En 1797 et en 1798, à Minerbio et à Porretta Terme , entre autres, la population défie l'interdiction en descendant pour participer à la procession du Corpus christi. Le 28 juillet, 1798, le père Pierre-Marie Zanarini est condamné à mort pour avoir abattu deux arbres de la liberté plantés dans le cimetière de son église.

#### Rome et le Latium
Rome est prise par les Français le 10 février 1798, après l'assassinat en ville du général français Mathurin-Léonard Duphot. Le 15 février, le pape Pie VI est déchu de ses pouvoirs temporels et la République romaine est proclamée, sur le modèle français.
Des soulèvements débutent dans les quartiers populaires comme le Trastevere et le Monte Sacro. La révolte du Trastevere sera brève et sanglante, du dimanche 25 février 1798, en début de soirée, au 1er mars. Les insurgés capturés sont fusillés sur la piazza del Popolo. Au même moment, la révolte éclate aux Castelli Romani, à (Albano Laziale, à Castel Gandolfo et Velletri). Au mois de juillet, c'est le tour de Veroli et Alatri, dans la région de Frosinone, pendant que le sud du Latium se soulève contre les occupants.
Le 20 mars 1798, la constitution de la République romaine est promulguée. Le nouveau régime est accueilli froidement par la population, qui, après avoir subi les pillages qui ont accompagné la prise de la ville, a eu à supporter les lourdes contributions imposées par l'occupant français.
Le soulèvement de la partie sud du Lazio se poursuit. Le 31 juillet, le commandement français proclame l'état de siège sur l'ensemble de la zone. Mais la révolte ne faiblit pas : en août, elle atteint Terracina. Le 9 août, après une lutte acharnée, la ville est investie et mise à sac par les Français. Après la prise de Ferentino, le général Girardon, demandant des renforts, termine sa lettre en s'exclamant : « C'est absolument la Vendée ! ». C'est dans cette région qu'opère, le plus souvent contre les Français, la bande conduite par Michele Arcangelo Pezza, plus connu sous le nom de Fra Diavolo.

## L'insurrection générale 1799
Les puissances européennes ayant formé une nouvelle coalition contre la France, Paris a rappelé nombre de régiments stationnées en Italie. Dès que la pression militaire française se relâche, les populations de la péninsule, qui ont eu à souffrir de l'occupation, tentent de revenir à la situation antérieure.

### Piémont
Le 9 décembre 1798 , le roi Charles-Emmanuel IV de Savoie, pressé par les Français, renonce à la souveraineté sur le Piémont. La région est transformée en une république, qui prend le nom de République subalpine ; le mécontentement de la population explose immédiatement. Dès Noël Alexandrie, Asti, Acqui et les campagnes environnantes se soulèvent et la révolte se généralise. Fin février le bourg de Strevi se révolte : il est attaqué, puis incendié par les Français. À Asti, le général Falvigny — un ancien de la guerre de Vendée — rafle 95 personnes, choisies au hasard parmi la population et condamne à mort 86 habitants, qui sont fusillés sur le champ. Les Français incendient Borgo Salsasio di Carmagnola après une bataille acharnée avec les villageois, faisant des centaines de morts. Ils récidivent dans le village de Piscina. À Mondovì, les habitants se révoltent aux cris de « Renvoyons-les chez eux tout nus, comme ils sont arrivés en Italie ! ». Mal leur en prend, leur ville est prise d'assaut et la population massacrée.
Pendant que le Piémont est en proie à la guerre civile, des troupes autrichiennes et russes arrivent de Lombardie, appuyée par les « masses chrétiennes », conduites par Branda de Lucioni (surnommé Brandaluccione). Parti de Lombardie, Lucioni arrive dans le Piémont au début du mois de mai 1799. Il libère Verceil et Santhià. Le 13, il assiège Turin, favorisant l'avancée des troupes austro-russes commandées par le général Alexandre Souvorov.
La répression conduite par les Français ne fait qu'envenimer la situation. La partie occidentale du Piémont se soulève à son tour. Le 17 mai, la « masse chrétienne » de Lucioni, qui compte alors 6 000 hommes, brise une tentative d'encerclement et met en déroute trois colonnes françaises. Le 26 mai, Souvorov  fait son entrée à Turin, accueilli comme un libérateur par la population.

### Lucques
La république de Lucques, pourtant neutre, est occupée par les troupes du général Sérurier en février 1799, donnant immédiatement naissance à une république sœur. Des soulèvements ont lieu dès le printemps suivant, majoritairement dans les campagnes. Les troupes françaises sont ainsi attaqués à Vinchiana (San Lorenzo di Brancoli), dans la vallée du Serchio.

### Toscane
Pendant la campagne d'Italie, le grand-duché de Toscane s'était déclaré neutre. Le 24 mars 1799, la France rompt le pacte signé avec le grand-duc et envahit la Toscane. Les premières émeutes antifrançaises ont lieu les 12 et 13 avril à Florence et Pistoia. Elle s'étendent au grand-duché dans les jours qui suivent la défaite subie par les Français aux mains du général Souvorov, et la chute de la République cisalpine (27 avril 1799). Le soulèvement gagne le Valdarno, le Casentino et le Mugello. Dans les jours suivants, la ville d'Arezzo est en proie à l'émeute. La population se soulève au cri de « Viva Maria », reprenant le cri de bataille des Trasteverini romains de 1798. Après avoir mis en fuite la garnison française, la ville s'organise en se dotant d'un auto-gouvernement (« Suprême députation ») et d'un commandement militaire. Les uniformes de l'armée levée à Arezzo portent les couleurs de la Toscane et l'image de la Vierge de la Consolation. Selon la tradition dees armées catholiques, cette dernière est nommée « généralissime ». L'armée levée à Arezzo, ayant atteint l'effectif de 50 000 hommes, libère la campagne et les villes voisines, poussant jusque dans les Marches, l'Ombrie et le Latium, où elle remporte d'autres succès : le 13 juillet elle prend la forteresse de San Leo ; le 3 août, Pérouse capitule.

### La République cisalpine
Bologne
À Bologne, les troubles débutent après le 31 janvier, quand les Jacobins imposent une nouvelle taxe sur tous les citoyens de plus de 16 ans. Des bandes composées de paysans, de prêtres et d'anciens soldats de la papauté parcourent la campagne. Elles passent à l'Histoire sous le nom d'« insurżent ». Ils libèrent Cento, puis San Giovanni in Persiceto. L'émeute s'étend à la vallée du Reno (Pianoro, Loiano, Monghidoro, Castel d'Aiano, Porretta Terme, Lizzano). En mars, on parle de l'arrivée des troupes autrichiennes. En mai, les insurgés forment l'avant-garde des forces austro-russes quand elles tentent un premier assaut sur Bologne, qui sera finalement reprise à la fin du mois de juin.
Romagne
L'année 1799 est l'année de la grande insurrection qui libère, avec l'aide des troupes austro-russes, la Romagne des troupes napoléoniennes.
Le 17 mai 1799, le comte Matteo Manzoni, proclamé commandant des forces contre-révolutionnaires de la province de Lugo, fort de l'avancée des troupes austro-russes commandée par Souvorov, fait apposer les armoiries des papes et des représentations de la Vierge aux cris de « Vive François II ! Vive Pie VI ! ».
Le 7 avril 1799 intervient le prermier  soulèvement de Rimini. À l'occasion d'une procession religieuse, la population refuse des interdictions et défile aux cris de : « En avant la procession! Vive Marie ! ».
Le 30 mai 1799, les insurgés de Forlì, Lugo et Ravenne, réunis, libèrent Faenza, forçant les troupes du général Hulin à s'enfuir. Le même jour, éclate la grande émeute de Rimini. La ville est alors occupée par les troupes du général Fabert, averti de l'imminence d'un débarquement autrichien. La révolte est conduite par un pêcheur, Giuseppe Federici, qui ameute la population et force les troupes françaises à se barricader à l'intérieur de la ville. Rejointe par les Autrichiens, la foule met en déroute les troupes françaises. Le lendemain, alors que les insurgés célèbrent leur victoire, Fabert tente une contre-attaque qui échoue. Il est obligé de s'enfuir et prend la route des Apennins, pour être arrêté par les rebelles à San Leo.

### La République romaine
Les soulèvements reprennent avec les succès de la coalition. Le 15 juin 1799, la population de Viterbe chasse les Jacobins, qui se rabattent sur Rome. Les insurgés se joignent à ceux d'Orvieto pour battre les Français à Bassano Romano. La révolte gagne tout le Latium et, avec les insurgés d'Arezzo, le 4 août, les contre-révolutionnaires se préparent à reprendre  Rome, défendue par les républicains. Des négociations s'engagent et, le 19 septembre 1799, les Français quittent Rome, qui est occupée par l'armée du royaume de Naples, qui la restitue au pape.

### La République napolitaine
L'invasion française du royaume de Naples commence le 1er décembre 1798. Les soulèvements populaires accompagnent l'avancée des troupes républicaines : Sessa Aurunca (détruite une fois la révolte matée), Teano, Fondi, Castelforte et Itri. Des émeutes éclatent également dans les Abruzzes.
L'armée française arrive victorieuse dans les environs de Capoue pour conclure l'armistice de Sparanise (13 janvier 1799), l'armée régulière des Bourbons ayant arrêté le combat. Dans les semaines qui suivent, plusieurs villes de Campanie se soulèvent, dont Pomigliano d'Arco : une fois prise par les Français, la ville est mise à feu et de nombreux habitants sont passés par les armes.

« Je ne reviendrai pas sur les actes d’indiscipline et les pillages commis avant notre entrée dans Capoue. Je sais que les révoltes des paysans ont justifié, en partie, la conduite de nos soldats ; mais si les soldats pillaient et saccageaient pour venger leurs compagnons d’armes assassinés, les paysans assassinaient pour venger leurs maisons et leurs propriétés pillées et ravagées ; et les massacres et les pillages des uns, toujours motivés par les pillages et les massacres des autres, il devenait impossible de sortir d’un pareil état de désordre et d’anarchie. La vérité est que si une discipline sévère eût existé dans l’armée, si on eût respecté les personnes, les propriétés, la religion comme on avait l’intention, et vous l’aviez solennellement promis dans vos proclamations au peuple napolitain, les agents du ci-devant roi des Deux-Siciles n’auraient pas parvenu si aisément à soulever les campagnes et nous n’aurions pas eu deux espèces d’ennemis à combattre et beaucoup de nos camarades, tués isolément, à regretter ».
— Marc-Antoine Jullien, secrétaire du Gouvernement provisoire de Naples »

À Naples, une bataille rangée oppose les troupes françaises soutenues par les républicains aux lazzari. Trois journées de combats font entre 8 000 et 10 000 morts chez ces derniers.  Exploitant sa victoire, le général Championnet, qui commande les troupes françaises, fait pression sur le clergé local pour obtenir qu'il proclame le miracle de Saint-Janvier en faveur des républicains.
Une contre-attaque antifrançaise arrive alors du sud. Au début du mois de juin, l'armée du cardinal Fabrizio Ruffo, vicaire-général du roi Ferdinand IV, fait son entrée dans la Principauté ultérieure. Cette « Armée de la Sainte Foi en Notre Seigneur Jésus-Christ », partie de Calabre, avait soumis le territoire allant de la Basilicate aux Pouilles, exécutant en chemin tous  les partisans de la république. À Potenza, l'évêque Giovanni Andrea Serrao, ayant béni un arbre de la Liberté, est exécuté pour s'être rallié à la République.
Entre mai et juin, le gros de l'armée française reprend la route du nord, laissant une garnison au fort de Saint-Elme, ainsi qu'à Capoue et à Gaëte. L'armée de Rufo prend ses quartiers à Nola, renforcée par des contingents britanniques, russes et autrichiens débarqués par l'amiral Nelson sur les côtes de la Calabre. L'Empire Ottoman ayant rejoint la Deuxième coalition, un contingent turc fait partie de l'expédition. Enfin, une escadre anglaise au service des Bourbons bloque la côte. De Nola, Ruffo fait mouvement sur Somma Vesuviana, puis sur Portici, reprenant les deux villes aux républicains. Le 13 juin, l'Armée de la Sainte Foi reprend Naples, les Français capitulent et leurs derniers soldats sont embarqués sur un bateau pour Toulon. Après leur départ, les patriotes napolitains modérés et les Jacobins, retranchés dans la forteresse, opposent une dernière résistance, puis se rendent, sur une promesse de vie sauve du cardinal Ruffo. Dans les jours qui suivent, nombre d'entre eux sont sommairement exécutés. Quelque 8 000 survivants sont jugés quelques mois plus tard. 124 sont condamnés à mort, 6 graciés, 222 condamnés à perpétuité, 22 à des peines moins lourdes, 288 déportés, et 67 exilés. Les symboles de la république sont détruits et les restes de Masaniello (référence des révolutionnaires), conservés dans la basilique du Carmine depuis l'insurrection populaire de 1647, dont il avait été le meneur, sont dispersés.

## Les insurrections de la période napoléonienne

### De 1800 à 1808

#### Aperçu historique
Au printemps de 1800 Napoléon lance sa deuxième campagne d'Italie. En juin, il remporte une victoire décisive à Marengo et parvient à regagner le contrôle militaire sur la péninsule. Il s'y maintiendra jusqu'en 1814. De nouveaux foyers de rébellion s'allument à travers le pays, jusqu'à un soulèvement d'ampleur nationale en 1814. La fin du Premier empire marque la fin des soulèvements antifrançais.

#### Les insurrections
- Piémont et Val d'Aoste : les émeutes débutent quand les Français quittent leurs cantonnements pour combattre les Autrichiens. Des bandes organisées harcèlent les colonnes françaises (la "Lunga" dans le département du Tanaro, la "Diciotto" dans le Val Trompia, la "Becurio" entre Giaveno et Turin, les bandes dénommées "Data" et "Truppa" dans le Canavese, la "Cacciatori Violino" entre Mondovì et Cuneo. En 1801 des troubles éclatent dans la Vallée d'Aoste, à la nouvelle des défaites subies par les Français sur le Mincio. Ils débutent à Châtillon et gagnent Aoste, où le commandant français Merek est contraint de se rendre. La révolte gagne ensuite le Piémont. Mi-janvier, les insurgés attaquent Ivrée. Ils sont repoussés et laissent sur tarrain le 300 hommes, morts ou blessés. Au mois de mars, les environs d'Asti se soulèvent, tandis que la révolte gagne les vallées ligures de Bisagno et de Polcevera.
- Ligurie : en avril-juin 1800, les insurgés donnent l'assaut à la ville de  Gênes. La révolte est conduite par Luigi Domenico Assereto, un aventurier qui se porte à la tête de 10 000 insurgés. La révolte est étouffée et de nombreux émeutiers sont passés par les armes.
- Dans les anciens duchés de Parme et de Modène, les insurrections reprennent en 1801-1802, avec le retour des Français, d'abord dans les campagnes de Modène  (Modène, Sassuolo, San Felice), puis aux alentours de Reggio. Dans les années qui suivent, des bandes de dissidents parcourent les campagnes et s'en prennent aux postes français. En janvier 1806, une sédition importante touche Castellarano et Sassuolo. Dans l'ancien duché de Parme, le mouvement débute en 1805-1806, après une levée en masse extraordinaire décrétée par l'occupant (6 000 soldats exigés). Castel San Giovanni ouvre les hostilités en décembre 1805, suivie par Salsomaggiore, Pellegrino, Pontremoli, Bobbio, Castellarquato et Borgo Val di Taro. À la tête de milliers d'insurgés, Giuseppe Brussardi, surnommé « Generale Mozzetta » (à Parme), Agostino De Torri, surnommé « Foppiano » (à Plaisance). À la fin du mois de janvier 1806, les Français remportent plusieurs victoires sur les insurgés. La révolte se termine après l'incendie du village de Mezzano Scotti, suivi d'une série de procès et de condamnations à mort.
- En Vénétie, en octobre 1805, alors que s'affrontent Français et Autrichiens, le village de Crespino, puis le Polesine s'embrasent, mais la révolte cesse quand les Autrichiens sont appelés au front. Crespino est déclarée « colonie » et ses habitants « apatrides ». Ils devront attendre un an que Napoléon révoque ce décret.
- En Toscane, le 15 octobre 1800, les Français occupent Florence, Prato et Pistoia. Les Arétins obtiennent du grand-duc, en exil à Vienne, le commandement d'un gouvernement provisoire. Ils forment un corps de 7 000  hommes, placé sous la direction de Giovan Battista Albergotti, chef des Viva Maria. Arezzo, bombardé par les troupes françaises, capitule le 19 octobre. Le mont de piété, les églises et les couvents sont mis à sac. La forteresse est rasée, ainsi que les portes de la ville. Un lourd tribut est imposé aux habitants. Mais la révolte ne faiblit pas : elle se diffuse dans les environs et prend la forme du brigandage.
- En 1801, une nouvelle révolté éclate en Valdarno et dans le Val di Chiana. À Portoferraio les habitants tiennent tête aux Français pendant 31 mois. Ils finissent par se rendre à la demande du grand-duc lui-même.
- Bologne, Ferrare et la Romagne : les premières insurrections commencent en septembre 1800, réprimées par le général Pino. En 1805 de nouveaux mouvements populaires sont signalés.
- Dans les Marches et en Ombrie : la forteresse de Civitella del Tronto résiste pendant des mois, jusqu'au 21 mai 1806. Après sa chute, les habitants de la zone, accusés d'avoir collaboré avec les insurgés, sont décimés.
- Rome et le Lazio: en septembre 1806, Fra Diavolo installe son quartier général à  Sora. Les troupes françaises en font un de leurs principaux objectifs, prennent la ville, s'emparent du brigand en fuite et le font fusiller à Naples, le 11 novembre 1806.

#### L'insurrection calabraise
Le 27 décembre 1805, ayant vaincu l’Autriche et la Russie (traité de Presbourg), Napoléon, afin d'affermir son contrôle sur la péninsule et la Méditerranée, ordonne à l'armée d'Italie du nord de s'emparer du royaume de Naples.
Placée sous le commandement de Joseph Bonaparte, et confiée au maréchal Masséna, « l'armée de Naples », qui compte plus de 40 000 hommes aguerris, fait face à des contingents napolitains et anglais beaucoup moins combattifs.
Elle entre sans coup férir dans Naples le 15 février 1806. Un corps d'armée conduit par Reynier, poursuit vers Reggio de Calabre, qu'il atteint et investit quelques semaines plus tard.
Au printemps 1806, alors que le passage en Sicile — où s'est réfugiée, sous protection anglaise, la cour de Naples — s'avère impossible et que Gaëte continue de résister aux envahisseurs, un soulèvement de basse intensité gagne toute la Calabre. En juin, deux chefs de bande, Sciarpa et Panedigrano, tentent de soulever la région. Ils sont rejoints par Fra Diavolo, qui, débarquant avec 600 hommes, les aide à prendre possession de la cité d'Amantea.
Le soulèvement se transforme en insurrection, au début du mois de juillet, quand les troupes françaises sont balayées par le débarquement de 6 000 Britanniques, commandés par le général Stuart, au nord de Reggio (Bataille de Maida). Alors que Reynier abandonne la Calabre et que Naples elle-même est menacée, la chute de Gaëte permet de dégager des renforts. La répression est féroce : elle commence avec l'incendie de Lauria, qui fait des milliers de victimes. En octobre, une armée de 3 000 hommes, dirigée par Antonio Santoro, surnommé, « le roi Coremme », occupe Acri. Les Français s'emparent de la ville et l'incendient. Amantea résiste de septembre 1806 à février 1807 (Siège de Amantea). Les Français y perdent 800 hommes, tandis que 2 200 habitants d'Amantea sont tués. D'autres villages se rendent : Longobardi (livré aux flammes), Belmonte Calabro, Maratea. En mai 1807, les forces antifrançaises de Santoro et de Gargiulo occupent Crotone, que les Français reprennent le 10 juillet. Les dernières villes de Calabre à tomber sont Reggio, à l'automne 1807 et Scilla, en février 1808. Les insurgés sont repoussés dans le sud de la Calabre, d'où, encouragés par les Bourbons et par leurs protecteurs Anglais, ils vont harceler sans relâche les troupes napoléoniennes
Pour ce faire, les rebelles sont organisés en « masses » et en « comitives ». Les premières sont des contingents populaires encadrés par des officiers bourboniens. Leurs rassemblements attirent les troupes de l'occupant et les affaiblissent en les dispersant. Les secondes sont des bandes autonomes de quelques dizaines d’hommes pratiquant la guérilla aux dépens des colonnes isolées.
L'occupation se transforme ainsi en une opération de maintien de l'ordre vis-à-vis d'une population majoritairement hostile, dans des conditions épouvantables et sur fond de règlements de comptes sans pitié entre des paysans Calabrais écrasés par un système féodal et une petite bourgeoisie locale plus aisée et proche des idées révolutionnaires des « Jacobins ». L'affrontement est porté à un point d'incandescence par la ferveur religieuse des insurgés, qu'ils opposent à l'impiété des envahisseurs et de leurs soutiens locaux. Les rebelles n'hésitent pas à mutiler, éventrer, défigurer, brûler, crucifier leurs prisonniers, entraînant, de la part des occupants, des représailles aveugles. On ne compte plus les villages incendiés et rasés, les civils massacrés par milliers, les exécutions sommaires et les viols de masse.
La Calabre, péniblement maîtrisée à partir de 1807, restera, pour les contingents de l'armée française qui y sont engagés, un enfer sans gloire pendant toute la période napoléonienne. Sur les quelque 45 000 soldats envoyés dans le royaume de Naples en 1806, 10 000 au moins ont été fauchés pendant l'occupation. Côté calabrais, le territoire est en ruine et la population aurait chuté de 800 000 à 779 000 habitants pendant la « décennie française » .

### Le soulèvement général de 1809
En avril 1809 l'Autriche et l'Angleterre forment la Cinquième coalition et reprennent la guerre contre Napoléon. L'archiduc Jean-Baptiste d'Autriche, à la tête de deux corps d'armée, tente d'envahir le nord de l'Italie. Il est encerclé par l'armée franco-italienne d'Eugène de Beauharnais, qui finit par l'emporter.
- Lombardie : les districts alpins et le Lario se révoltent, suivis des provinces de Brescia, Côme et Sondrio. Dans la province de Mantoue, Ostiglia, Sermide, Castelvetro di Modena et Pavullo nel Frignano se soulèvent. Les zones limitrophe de l'Empire, comme la Valteline et la Val Camonica, sont également touchées.
- L'ancien duché de Modène enregistre des troubles dans le département du Panaro, a Spilamberto, Vignola, Sassuolo, Bobbio, Castelfranco Emilia, Samoggia, Maranello, Finale Emilia, Formigine, Pavullo nel Frignano.
- Vénétie :  les premiers soulèvements on lieu à Lonigo, Zevio, Isola della Scala, Legnago, Vicence, Badia Polesine, Rovigo, ainsi qu'en Istrie. Il s'étendent ensuite au Trentin et gagnent Asiago (8 juillet 1809, aujourd'hui commémoré comme l'anniversaire de « l'insurrection vénéte »), puis Feltre, Belluno, Bassano del Grappa, Schio, les départements de l'Adige, du Piave, de Bacchiglione, de l'Adriatique et du Tagliamento. À Vérone, la révolte touche la ville et les campagnes environnantes, de même pour Padoue et le Polesine. L'Istrie et la Dalmatie participent au mouvement : le 21 juillet Sebenico se soulève ; le 2 août Spalato, suivi de Lesina, Zara et Rovigno.
- Ferrare, Bologne et la Romagne : les populations sont lasses « des taxes, des levées d'hommes, des lois qui, pour réformer, ont mis à terre tout l'édifice ancien ». Un décret du 10 avril 1809 concernant l'impôt sur les farines, met le feu aux poudres en provoquant une pénurie [37] ; dans le département du Pô inférieur, les principales cités se soulèvent : Bondeno, Comacchio, Copparo, Argenta, Portomaggiore. Les troubles se calment au début du mois de novembre, à la signature du traité de paix entre Napoléon et l'Autriche. Dans le département du Reno, des émeutes on lieu à Cento, Minerbio, Budrio, Galliera, Castel San Pietro, Molinella, Imola, Bazzano, Porretta Terme, Loiano, Pianoro, San Giovanni in Persiceto, Castiglione dei Pepoli, Vergato.
- Dans les Marches, des troubles touchent Lorette, Cingoli, Macerata, Osimo, Fabriano, Fermo, Ascoli.

#### L'insurrection du Tyrol
Vaincue en 1805, l'Autriche doit céder le Tyrol, occupé par les troupes napoléoniennes, à la Bavière, satellite de la France. La politique anticléricale et centralisatrice du régime bavarois provoque l'hostilité de la majorité des Tyroliens. En 1809, soutenus par Vienne, les paysans, depuis toujours organisés en milices armées, encadrées et régulièrement entraînées, se rebellent. Menés par Andreas Hofer les Tyroliens remportent plusieurs victoires et repoussent plusieurs offensives françaises et bavaroises avant d'être finalement vaincus au bout de plusieurs mois.
Le soulèvement débute le 9 avril, conduit par Andreas Hofer, au moment où un contingent autrichien de 7 000 hommes entre au Tyrol. Hofer et ses miliciens, agissant de concert avec les Autrichiens, mènent une guerre d'embuscades, mais remportent également de véritables victoires militaires. Ces premiers succès incitent l'armée française à dépêcher au Tyrol le maréchal Lefebvre, qui y conduit deux offensives. La seconde tourne au désastre. Le 19 août, fort de ces succès, Hofer s’autoproclame « régent du Tyrol ». Il peut alors compter sur 36 000 tirailleurs et 40 000 miliciens. Mais, le 14 octobre, l'empereur d'Autriche abandonne le Tyrol en signant la Paix de Schönbrunn, qui confirme le rattachement à la Bavière.
Après avoir promis le pardon aux Tyroliens qui accepteraient de se soumettre, Napoléon, décidé à en finir avec l'insurrection, y envoie deux armées, cinq bataillons et deux escadrons. Hofer tente à plusieurs reprises de parlementer, mais quand ce ne sont pas ses alliés qui le retiennent, ce sont ses adversaires qui le repoussent.
Après des combats sporadiques mais acharnés, au début du mois de décembre, les Français ont la situation en main. Ils se vengent sur la population et commettent des massacres à Matrei, à Scillian, dans la Pusteria et à Novacella (où ils incendient toutes les habitations).
Hofer, dénoncé, est capturé le 18 janvier 1810 et exécuté le 20 février, à Mantoue. C'est la fin de la rébellion. Le bilan est lourd : 2 500 morts pour les tyrolien et 5 000 pour les Franco-Bavarois et leurs alliés.
Le 28 février 1810, le Tyrol est partagé entre la Bavière et l’Italie. En août 1813, à la suite de la Sixième Coalition, l’Autriche rompt avec la France et reprend une partie du Tyrol. En octobre, la Bavière se retourne contre la France et rejoint la coalition. Des milliers de paysans se rassemblent pour réclamer la restitution du Tyrol à l’Autriche. Le 30 mai 1814, la Bavière rétrocède le Tyrol aux Habsbourg.

## Interprétations
Selon Anna Maria Rao, les insurrections du Triennio francese ne sont pas que l’expression spontanée et populaire d’un sentiment national. Il s'agit plutôt d'une réaction aux exigences de l'occupant et aux débordements de la soldatesque, souvent alimentée par une propagande ecclésiastique très active et antérieure à l'arrivée des Français dans la péninsule.
L'occupation et le climat de violence qui l'accompagne révèlent également les tensions préexistantes qui minent les différentes parties du pays. Les émeutes peuvent ainsi être déclenchées par une crise de subsistance (Piémont, juillet 1797) ou par le réveil d’anciens conflits locaux. À Bergame et Brescia (printemps 1797), comme à Gênes (mai-juin 1797) ou en Romagne (27-28 juin 1797), la révolte vise les nouvelles municipalités républicaines plus que les Français. En Toscane, la révolte des « Viva Maria » d’Arezzo (été 1799) débouche sur la formation d'un gouvernement autonome plus proche des idées révolutionnaires que du grand-duc de Toscane.
Quant au caractère spontané des insurrections, celles-ci sont en fait majoritairement orchestrées par la noblesse, le clergé, l'armée et l'administration des anciens gouvernements, soucieux à la fois d'utiliser la colère populaire pour arriver à leurs propres fins, mais également de la canaliser pour éviter qu'elle ne se retourne contre eux.

« Les oligarchies locales, profitent ainsi des bouleversements provoqués par la Révolution française pour négocier un retour à leurs conditions d’ancien régime, contre les réformes entamées par les souverains absolus et leurs efforts de centralisation et de rationalisation de l’appareil administratif.  […] L'« insorgenza » italienne fut l’explosion, sur le fond d’une vaste crise économique, sociale et politique, de mécontentements et de rivalités anciens, aiguisés par les réformes des dernières décennies du XVIIIe siècle, de conflits locaux entre villes et campagnes, entre communautés, entre groupes de pouvoir locaux, entre mentalités différentes. Mais tous ces conflits et tous ses antagonismes trouvèrent dans l’affrontement entre Révolution et Contre-Révolution – avec tout son cortège d’oppositions entre innovation et tradition, État-nation et communautés, égalité et privilèges – un moyen puissant de politisation qui, en transférant les conflits d’intérêt sur le terrain politique et idéologique, ouvrait la voie à la politique moderne.
— Anna Maria Rao, Révolution et Contre-Révolution pendant le Triennio italien (1796-1799). »

Pour Nicolas Cadet, l'insurrection calabraise contre les Français se double « d'une féroce guerre civile entre Calabrais. Celle-ci oppose, schématiquement, les masses rurales pauvres excitées en sous-main par les agents bourboniens aux propriétaires terriens et aux classes citadines aisées, perçues comme des exploiteurs et des oppresseurs par les paysans ».